# Мирослав Мартинець
Мирослав Мартинець (псевдо: «М. Б.», «М. Богор», «сот. М. Богор»; нар. 26 вересня 1911, смт. Богородчани, нині Івано-Франківська область, Україна — пом. 27 грудня 1993, м. Рочестер, штат Нью-Йорк, США) — український військовий та громадський діяч.

## Життєпис
Закінчив Богородчанську семикласну школу в 1936 році та Станіславську гімназію. Забраний на службу до війська польського, закінчив офіцерську школу зі ступенем підпоручника. Закінчив Львівський університет (1937), працював адвокатом. Член ОУН, очолював Юнацтво ОУН. В'язень польських тюрем. 
З початком Другої світової війни, як офіцер, був покликаний на службу до ВП. По розвалу Польщі опинився у німецькому полоні. Після звільнення з полону (кін. 1940), працював у Союзі українських кооперативів у м. Криниця на Лемківщині. Старшина леґіону «Нахтіґаль», по розформуванні — батальйону №201 (04.1941-01.1943). Після відмови продовження контракту заарештований Гестапо, перебував у львівській в'язниці (на вул. Лонцького). Звільнений за умови вступу до дивізії «Галичина» (1943). Старшина дивізії, під час боїв був тяжко поранений. По закінченню війни, перебував у американському полоні в Австрії (1945—1947). 

### На еміґрації
Після звільнення з полону (04.1947), перебрався до Західної Німеччини, осівши у м. Мюнхен. Секретар Місії УПА при ЗП УГВР, заступник керівника цієї Місії Івана Бутковського-«Гуцула» (1951—1956). Редактор військового часопису ««До зброї»», працював у редакціях «Української трибуни», «Сучасної України» та «Сучасності». 
Емігрував у США в 1956 році. Член станиці Братства колишніх вояків 1-ї УД УНА, Організації однодумців ОУН(з) у США та Делеґатури ЗП УГВР.